# Заозерненська селищна рада
Заозе́рненська се́лищна ра́да — адміністративно-територіальна одиниця та орган місцевого самоврядування у складі Євпаторійської міської ради Автономної Республіки Крим. Адміністративний центр — селище міського типу Заозерне.

## Загальні відомості
- Населення ради: 7 700 осіб (станом на 1 січня 2012 року)

## Населені пункти
Селищній раді підпорядковані населені пункти:
- смт Заозерне

## Склад ради
Рада складається з 20 депутатів та голови.
- Голова ради: Харитоненко Олеся Вікторівна
- Секретар ради: Смолкін Вячеслав Михайлович

### Керівний склад попередніх скликань
| Прізвище, ім'я, по батькові     | Основні відомості                                           | Дата обрання | Дата звільнення |
| ------------------------------- | ----------------------------------------------------------- | ------------ | --------------- |
| Навроцький Станіслав Степанович | Селищний голова, 1956 року народження, безпартійний         | 26.03.2006   | 31.10.2010      |
| Харитоненко Олеся Вікторівна    | Селищний голова, 1981 року народження, член Партії регіонів | 31.10.2010   |                 |

Примітка: таблиця складена за даними сайту Верховної Ради України

### Депутати
За результатами місцевих виборів 2010 року:
- Кількість мандатів: 20
- Кількість мандатів, отриманих за результатами виборів: 18
- Кількість мандатів, що залишаються вакантними: 2

#### За суб'єктами висування
| Суб'єкт висування | Кількість обраних депутатів | %    |
| ----------------- | --------------------------- | ---- |
| Партія регіонів   | 14                          | 77,8 |
| Самовисування     | 3                           | 16,7 |
| Партія «Союз»     | 1                           | 5,6  |

#### За округами
| № округу        | Прізвище, ім'я, по батькові      | Дата визнання обраним | Освіта             | Партійна приналежність | Відомості про обраного депутата                                                   |
| --------------- | -------------------------------- | --------------------- | ------------------ | ---------------------- | --------------------------------------------------------------------------------- |
| Партія регіонів |                                  |                       |                    |                        |                                                                                   |
| 1               | Рюмшина Галина Борисівна         | 01.11.2010            | середня спеціальна | член Партії регіонів   | пенсіонер                                                                         |
| 2               | Солнцева Марія Вікторівна        | 01.11.2010            | вища               | позапартійна           | ПП «Архібуд», заступник директора                                                 |
| 3               | Романенко Георгій Вікторович     | 01.11.2010            | вища               | член Партії регіонів   | КП «Отдих», редактор газети «Заозерка»                                            |
| 5               | Прохоров Валерій Володимирович   | 01.11.2010            | вища               | член Партії регіонів   | ДП «Нафтогазбезпека», командир загону охорони                                     |
| 6               | Іванова Олена Володимирівна      | 01.11.2010            | вища               | член Партії регіонів   | приватний підприємець                                                             |
| 7               | Тараніна Євгенія Олександрівна   | 01.11.2010            | середня спеціальна | член Партії регіонів   | тимчасово не працює                                                               |
| 10              | Юрченко Валерій Федорович        | 01.11.2010            | вища               | член Партії регіонів   | ДОТ «Сокіл», майстер                                                              |
| 12              | Арустамян Вардан Рубенович       | 01.11.2010            | вища               | член Партії регіонів   | ВАТ «Крименерго», електромонтер                                                   |
| 13              | Кармачов Володимир Дмитрійович   | 01.11.2010            | вища               | член Партії регіонів   | ДМРЦ «Сокіл», начальник                                                           |
| 14              | Бабак Олександр Сергійович       | 01.11.2010            | вища               | позапартійний          | тимчасово не працює                                                               |
| 16              | Смолкін Вячеслав Михайлович      | 01.11.2010            | вища               | член Партії регіонів   | відділ ведення Державного реєстру виборців Євпаторійської міської ради, начальник |
| 17              | Пішикіна Ольга Василівна         | 01.11.2010            | вища               | член Партії регіонів   | приватний підприємець                                                             |
| 18              | Дудник Наталя Василівна          | 01.11.2010            | вища               | член Партії регіонів   | Заозерненська загальноосвітня школа І-ІІІ ст., вчитель, заступник директора       |
| 20              | Літкевич Олександр Володимирович | 01.11.2010            | вища               | позапартійний          | приватний підприємець                                                             |
| Партія «Союз»   |                                  |                       |                    |                        |                                                                                   |
| 11              | Денисенко Юнона Олександрівна    | 01.11.2010            | вища               | член Партії «Союз»     | ТОВ «Юнона плюс», директор                                                        |
| Самовисування   |                                  |                       |                    |                        |                                                                                   |
| 8               | Козлова Любов Володимирівна      | 01.11.2010            | вища               | член Партії регіонів   | пенсіонер                                                                         |
| 9               | Безгодова Світлана Андріївна     | 01.11.2010            | середня спеціальна | член Партії регіонів   | КП «Заозернен-ський ЖЕК», паспортист                                              |
| 15              | Фокіна Людмила Андріївна         | 01.11.2010            | середня спеціальна | позапартійна           | пенсіонер                                                                         |